# Felsritzungen von Nachitschewan

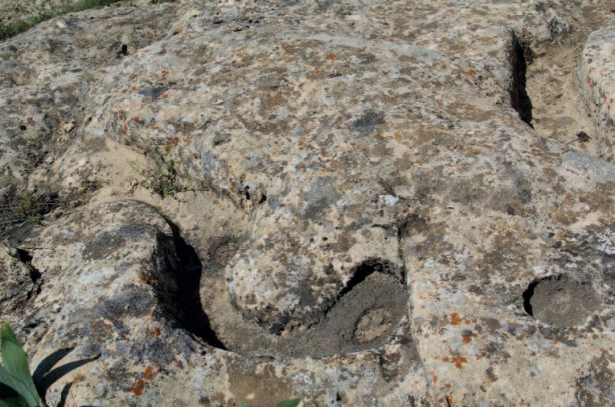
Felszeichen von Agsal

Die Felsritzungen von Nachitschewan wurden 2016 bei Ağsal (⊙) zwischen den Dörfern Arafsa und Milax im Rayon Culfa in Aserbaidschan gefunden.

## Beschreibung
Die drei Felsritzungen in Ağsal sind in Felsen eingraviert. Eine der Ritzungen stellt einen Kreis dar. Einige Teile der Ritzungen sind nicht gut sichtbar, weil sie mit Pflanzen bedeckt sind. Der Kreis hat einen Durchmesser von 65 cm, ist 10 cm breit und 5 cm tief. An der Nordseite befindet sich eine 5 cm breite Entwässerungsrinne. Die anderen beiden Ritzungen sind besser sichtbar. Die zweite Ritzung ist oval. Sie hat einen Durchmesser von 50 cm und zwei nach Westen ausgerichtete Abflusskanäle. Die dritte Ritzung hat die Form einer Sichel. Sie hat eine Tiefe von 10 cm und ihre 20 cm breite Abflussrinne weist nach Süden. Alle Entwässerungskanäle der Felsritzungen sind in Richtung der Schlucht gerichtet.
Die drei Felsritzungen auf den Gräbern deuten darauf hin, dass einige von ihnen für rituelle Zwecke verwendet wurden. Auch die Tatsache, dass sich die Gräber neben den Felsritzungen befinden und einige Ritzungen als Wunschbrunnen genutzt werden, unterstützt diese Ansicht.
Ritzungen, wie sie in Nachitschewan gefunden wurden, sind in Süd-Aserbaidschan und Ostanatolien sehr häufig.